# Jean de Fécamp
Jean d'Allie ou Jean de Fécamp ou Jean de Ravenne (Ioannelinus ou Johannes) est un moine bénédictin français d'origine italienne, deuxième abbé de Fécamp.

## Biographie

### Début de carrière
D'origine italienne, Jean est souvent dit être le neveu de Guillaume de Volpiano mais il a été prouvé que ce n'est pas le cas. Il sera toutefois son disciple. Oblat, il est moine et prêtre de Saint-Bénigne de Dijon. Il souscrit à la charte de fondation de Fruttuaria.
Guillaume de Volpiano le désigne prieur de l'abbaye de Fécamp. Surnommé Petit Jean « Joanninus » dans l'abbaye de Fécamp, il en devient le second abbé, choisi par Guillaume et consacré par l'évêque d'Avranches Hugues, selon le vœu de Robert le Magnifique

### Abbé de Fécamp
Il forme sous son abbatiat, dans les écoles fondées par son prédécesseur une partie importante des clercs de Normandie et d'Angleterre.
Jean voit la restitution avant 1034 d'Heudebouville, Maromme et Argences par le duc Robert. Le 11 avril 1034, un arrangement est conclu à l'abbaye de Fécamp entre l'abbaye et Hugues d'Ivry, évêque de Bayeux. Il propose l'échange en viager d'Argences contre cent hôtes (paysans non attachés à un domaine particulier). Il donne également trois églises, deux domaines et vingt « hommes francs ». Argences revient dans le giron de l'abbaye à la mort de l'évêque en 1049, mais conserve les donations.
Il échange en 1034 Montivilliers contre Saint-Taurin d'Évreux. Il est présent à Fécamp le 13 janvier 1035 pour la restauration de l'abbaye féminine de Montivilliers par le duc Robert, aux côtés de Gradulphe, abbé de Saint-Wandrille. Il souscrit également à la charte de fondation de l'abbaye de Conches.
Il voyage à Rome en 1050 et aurait été chargé par le pape Léon IX d'une mission dans le sud de l'Italie.
Il assure de 1052 à 1054 l'intérim de l'abbaye Saint-Bénigne. Il voyage en 1054 en Angleterre où il rejoint le roi Édouard le Confesseur dont il avait fait la connaissance à Fécamp,.
Il assiste en 1066 à la dédicace de la Trinité de Caen.
Le duc Guillaume l'envoie à Rome pour faire approuver par le pape Alexandre II l'expédition en Angleterre. Celui-ci lui confie la bannière de Saint-Pierre, qui figure sur la tapisserie de Bayeux. Le moine Remigius, aumônier de Fécamp, fournit pour les besoins de la conquête un bateau et vingt chevaliers. En 1070, le moine Turold est nommé par Guillaume le Conquérant abbé de Peterborough. En 1075, Cécile, fille de Guillaume et future abbesse de la Trinité de Caen, prononce ses vœux dans l'abbaye.
Jean aurait à la fin de sa vie effectué un pèlerinage en Terre sainte et y aurait été fait prisonnier.
Il meurt le 22 février 1078 et est enterré dans la chapelle Saint-Jean-Baptiste de l'abbatiale.

## Œuvres
- éd. Abbé Migne, Patrologie Latine, 143, col.797-800 ; 147, col.453-458, 463-474, 473-476
- Confession théologique, trad. Philippe de Vial

Il est l'auteur de l'un des textes méditatifs les plus importants du Moyen Âge avant saint Bernard (dont il se rapproche par son christocentrisme), et dont il existe trois versions successives : la Confession theologica, rédigée avant 1018, le Libellus de scripturis et verbis patrum, rédigé entre 1030 et 1050, et la Confessio fidei, terminée vers 1050. On conserve également de lui treize lettres, dont certaines destinées à Guillaume le Conquérant ou à Léon IX, et des poèmes, dont une Lamentation sur la solitude perdue. Dans l'une de ses lettres adressées au pape Léon IX, soutenu par le Saint-Empire romain germanique et hostile aux Normands du sud de l'Italie, Jean se plaindra d'avoir été attaqué au retour d'un pèlerinage à Rome : « La haine des Italiens contre les Normands a atteint un tel degré qu'il est presque impossible à un Normand, même s'il est pèlerin, de voyager dans les villes d'Italie, sans être assailli, enlevé, dépouillé, frappé, jeté dans les fers, quand il ne meurt pas en prison ». À cette époque (vers 1050), des bandes d'aventuriers normands infestaient une Italie méridionale en proie à l'anarchie et ravageaient le pays. On les confondra dans une haine commune avec les Musulmans pillards et c'est le même nom d'Agarènes qui servira à les désigner